# Klapka György (üzletember)
Klapka György (Budapest, 1928. december 24. – Budapest, 2017. január 4.) magyar üzletember, táncos, koreográfus.

## Élete

### Családja és felmenői
Klapka István (1907–1970) művész, színpadmester, makettkészítő és Bilicska Mária (1901–1966) kereskedő fiaként született. Apai nagyszülei Klapka István (1883–?), zombori rézműves, aki a budapesti születésű Szwoboda Margitot (1886–1933) 1906. augusztus 11-én Kispesten vette el, Szwoboda Ede, kőműves, építési vállalkozó és Kliszeszky Paulina lányát. Apai dédszülei az eszéki születésű Klapka István (1852–?), zombori rézműves, kispolgár, és a kúlai születésű Stechlich Magdolna (1857–?) voltak, római katolikusok, akik Kúlán házasodtak össze 1879. július 25-én. Ennek a Klapka Istvánnak a szülei pedig Klapka András és Prokopp Terézia voltak, akik Eszéken laktak.

### Pályája
1944 végén behívták katonának, Albertfalván képezték ki. Alakulatával Zsámbékig jutottak, itt bekerítették őket a szovjetek, de néhány társával sikerült megszöknie. Ezután a budai Várnegyedbe osztották be telefonkábeleket húzni egy SS-egység mellé. Később Passauig jutott egységével, de onnan is megszökött. Tanulmányait Rózsahegyi Kálmán színésziskolájában kezdte, ahová pl. Váradi Hédi is járt, majd a Színművészeti Főiskolán végezte, ahol Soós Imre, Horváth Teri, Szemes Mari, Gyurkovics Zsuzsa és Gera Zoltán voltak az osztálytársai. Ezután balettozni tanult. Először egy budapesti varietében lépett fel, szerepelt a Budapest Táncpalotában, a Tarka Színpadon, majd megfordult szerte a világon. Két évet töltött Berlinben, 42 éves koráig dolgozott ezen a pályán. Még táncosként kezdett kereskedelemmel foglalkozni. Az NDK-ból kb. 150 embert átjuttatott Nyugatra, majd miután lebukott, távollétében halálra ítélték. Az 1990-es évektől foglalkozott autókereskedéssel, mosóporüzlettel, 41 hektáron diótermesztéssel, Magyarkeresztúron, Rábcakapiban és Osliban voltak birtokai. Ezen kívül zálogházában arany, ezüst, ékszerek és briliánsok értékesítésével is foglalkozott. Olcsó, de sikeres reklámjait mindenki ismerte.
Néhány nappal 88. születésnapja után hunyt el. Halála napján reggel még a Mokka című tévéműsorban szerepelt.
Utolsó éveiben Budapest 12. kerületében a Normafa úton élt.

## Könyvei
- Klapka György: Az élet koreográfusa. Képes életrajz; lejegyezte Peter I'mredy; Médiamix, Bp., 2009
- Klapla György: Aranyember; lejegyezte Scheher Zsuzsa, Ulpius-ház, Budapest, 2013